# Angus Ogilvy

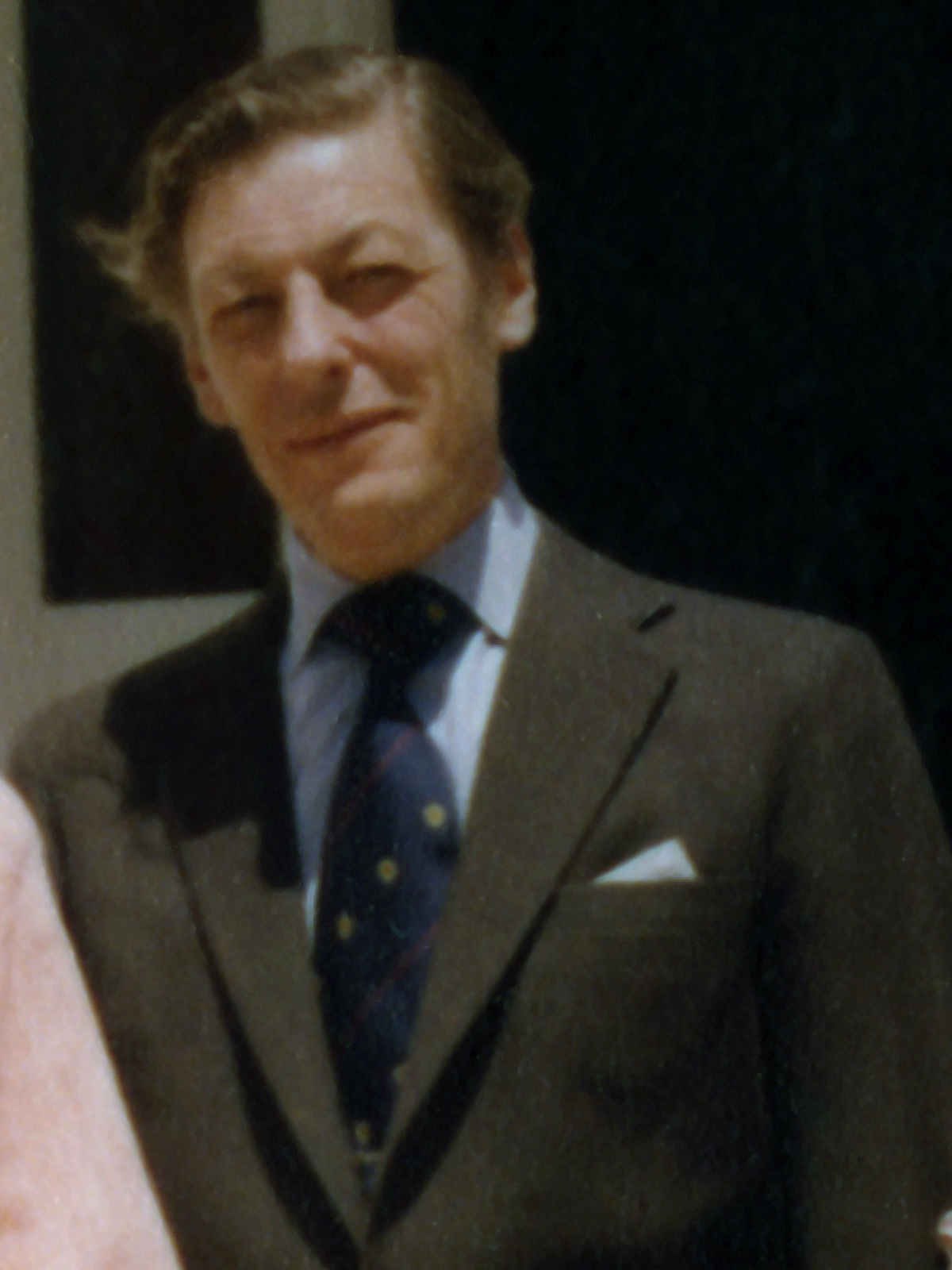
Angus Ogilvy, 1978

Wappen des Sir Angus Ogilvy

Sir Angus James Bruce Ogilvy, KCVO, PC (* 14. September 1928 in London; † 26. Dezember 2004) war ein Mitglied der britischen Königsfamilie.
Angus Ogilvy war der zweitgeborene Sohn von David Ogilvy, 7. Earl of Airlie, und Lady Alexandra Coke, Tochter von Thomas Coke, 3. Earl of Leicester. Als Sohn eines Earls führte er seit Geburt das Höflichkeitsprädikat The Honourable. 
Bekannt wurde der Geschäftsmann durch seine Versuche, die Sanktionen gegen Rhodesien, das heutige Simbabwe, zu umgehen. Nachdem seine Karriere fehlgeschlagen war, wandte er sich der karitativen Arbeit zu. Für diese Tätigkeiten wurde er 1989 als Knight Commander des Royal Victorian Order zum Ritter geschlagen und erhielt dadurch das Adelsprädikat Sir. Seit 1997 war er Mitglied im Privy Council und erhielt dadurch das Prädikat The Right Honourable.
Er heiratete am 24. April 1963 Prinzessin Alexandra Helen Elizabeth Olga Christabel, eine Cousine Königin Elisabeths II. Aus der Ehe entstammen zwei Kinder, James Robert Bruce Ogilvy (* 29. Februar 1964) und Marina Victoria Alexandrina Ogilvy (* 31. Juli 1966). Die Königin hatte ihm aus Anlass der Heirat angeboten, eine erbliche Earlswürde zu verleihen. Dies lehnte Ogilvy jedoch ebenso ab wie die Nutzung einer Suite in einem der königlichen Paläste, weil er das damit verbundene Rampenlicht scheute. Als Familiensitz erwarb er 1963 Thatched House Lodge im Richmond Park.
Er begleitete seine Frau regelmäßig bei offiziellen Anlässen, trat in den letzten Jahren vor seinem Tod jedoch wenig in der Öffentlichkeit auf. Er litt bereits seit längerem an Kehlkopfkrebs, der dann letztlich tödlich verlief. Beigesetzt wurde er im königlichen Friedhof von Frogmore House.